# Hjertebetvingeren
Hjertebetvingeren er en dansk stumfilm fra 1918, der er instrueret af Lau Lauritzen Sr. efter manuskript af Valdemar Andersen.

## Handling
Denne artikel mangler et handlingsreferat. Hjælp os med at skrive det.

## Medvirkende
- Carl Alstrup - Jack Underwood
- Gudrun Houlberg - Millicent Town
- Viking Ringheim - Bob Dandy, Millicents fætter
- Kate Fabian - Mrs. Peephorne, Millicents selskabsdame